# Božena Srncová
Božena Srncová, née le 11 juin 1925 à Prague (Tchécoslovaquie) et morte le 30 novembre 1997 dans la même ville, est une gymnaste artistique tchécoslovaque.

## Biographie
Aux Jeux olympiques de 1948 à Londres, elle remporte la médaille d'or en concours général par équipes. Elle dispute les Jeux olympiques d'été de 1952 à Helsinki ; 22e du concours général individuel, elle est médaillée de bronze du concours général par équipes.